# Percival Gull
Percival Gull là một loại máy bay thông dụng của Anh, bay lần đầu vào năm 1932. Nó được sử dụng làm máy bay vận tải, máy bay đua và bay tầm xa. Nó được phát triển thành Vega Gull và Proctor.

## Biến thể
| D.1 Gull D.2 Gull Four D.3 Gull Six |  | Mk I (P.1) Mk II (P.1A) Mk IIA (P.1B) Mk IIB (P.1C) Mk III (P.1D) Mk III (P.1E) không rõ (P.3) |  | (Mẫu thử) 130 hp (97 kW) Cirrus Hermes IV 130 hp (97 kW) Cirrus Hermes IV 160 hp (119 kW) Napier Javelin III 130 hp (97 kW) de Havilland Gipsy Major 130 hp (97 kW) de Havilland Gipsy Major 135 hp (101 kW) Blackburn Cirrus Major I hoặc II không rõ 200 hp (149 kW) de Havilland Gipsy Six |  | 1 chiếc 3 chiếc 8 chiếc 11 chiếc 3 chiếc 1 chiếc 2 chiếc 19 chiếc, cộng 4 chiếc Gull Fours hoán cải |

## Quốc gia sử dụng
South Africa
- Không quân Nam Phi

 Tây Ban Nha
- Không quân Tây Ban Nha

## Tính năng kỹ chiến thuật (D.2 Gull Four, động cơ Hermes)
Dữ liệu lấy từ Jackson 1974, p. 96.
Đặc điểm tổng quát
- Kíp lái: 1
- Sức chứa: 2 hành khách
- Chiều dài: 24 ft 9 in (7.54 m)
- Sải cánh: 36 ft 2 in (11.02 m)
- Chiều cao: 7 ft 4½ in (2.25 m)
- Diện tích cánh: 169 ft2 (15.70 m2)
- Trọng lượng rỗng: 1,170 lb (531 kg)
- Trọng lượng có tải: 2,050 lb (930 kg)
- Động cơ: 1 × Cirrus Hermes IV, 130 hp (97 kW)

Hiệu suất bay
- Vận tốc cực đại: 145 mph (233 km/h)
- Vận tốc hành trình: 125 mph (201 km/h)
- Tầm bay: 700 dặm (1,126 km)
- Trần bay: 16,000 ft (4,877 m)
- Vận tốc lên cao: initial 850 ft/min (7.3 m/s)